# Zizaniopsis
Zizaniopsis är ett släkte av gräs. Zizaniopsis ingår i familjen gräs.
Kladogram enligt Catalogue of Life:
| Zizaniopsis | \| \| Zizaniopsis bonariensis \| \| \| \| \| \| Zizaniopsis killipii \| \| \| \| \| \| Zizaniopsis microstachya \| \| \| \| \| \| Zizaniopsis miliacea \| \| \| \| \| \| Zizaniopsis villanensis \| \| \| \| |
|             | \| \| Zizaniopsis bonariensis \| \| \| \| \| \| Zizaniopsis killipii \| \| \| \| \| \| Zizaniopsis microstachya \| \| \| \| \| \| Zizaniopsis miliacea \| \| \| \| \| \| Zizaniopsis villanensis \| \| \| \| |
|             | Zizaniopsis bonariensis |
|             | |
|             | Zizaniopsis killipii |
|             | |
|             | Zizaniopsis microstachya |
|             | |
|             | Zizaniopsis miliacea |
|             | |
|             | Zizaniopsis villanensis |
|             | |

## Bildgalleri

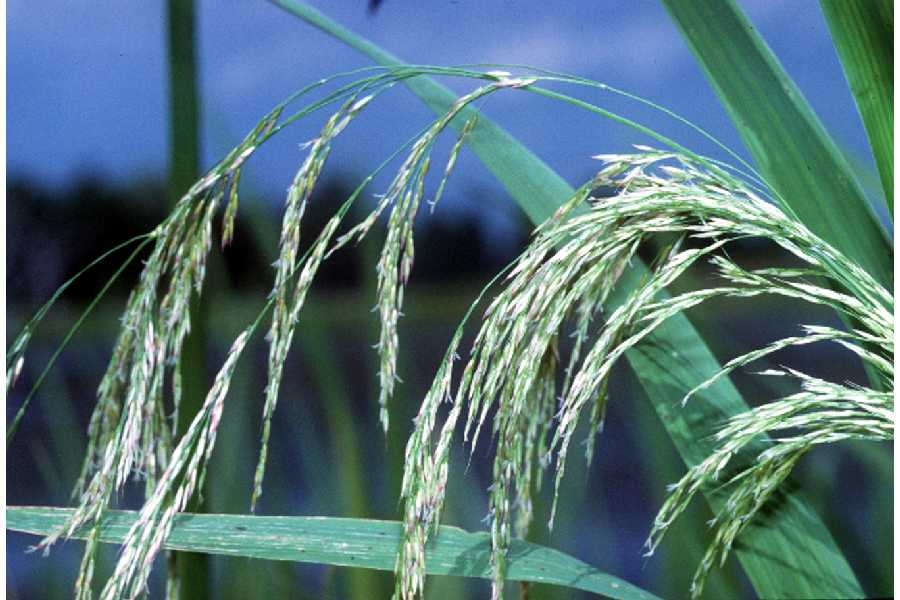